# Sühnekreuz Möringen

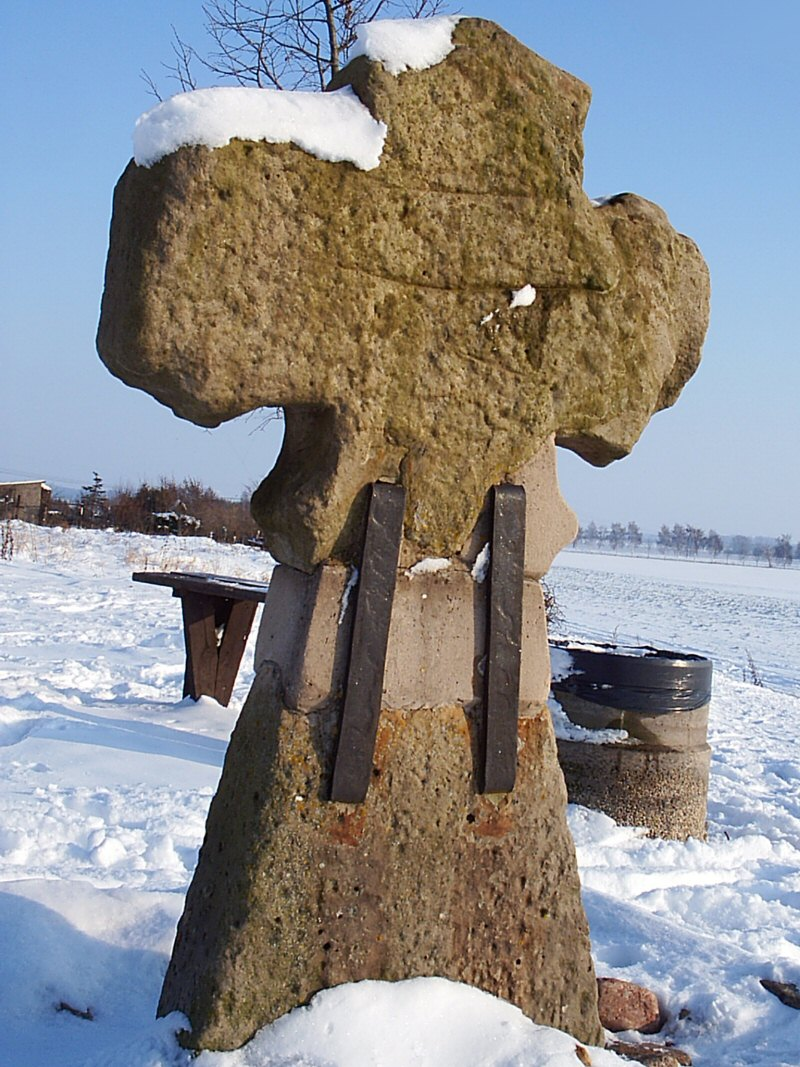
Sühnekreuz in Möringen

Das Sühnekreuz Möringen ist ein denkmalgeschütztes Steinkreuz im Ortsteil Möringen der Stadt Stendal in Sachsen-Anhalt. Das Steinkreuz ist sowohl im örtlichen Denkmalverzeichnis als Baudenkmal unter der Erfassungsnummer 094 09434 und im örtlichen Bodendenkmalverzeichnis unter der Erfassungsnummer 428310007 als besonderer Stein verzeichnet.

## Allgemeines und Beschreibung
Das Sühnekreuz befindet sich im Jägerweg (ehemals „Am Mühlenberg“) am östlichen Ortsrand. Es ist 112 cm hoch, 69 cm breit, 18 cm dick und besteht aus Sandstein. Das gotische Kreuz ist stark verwittert und weist mehrere Beschädigungen auf. Es fehlen Teile des Schaftes und der Fuß ist nicht mehr erhalten. Vor 1945 soll das Sühnekreuz zerbrochen sein. Vom Pfarrer wurden zwei Bruchstücke gerettet und versteckt. 1985 wurde es restauriert, dabei wurde das fehlende Stück des Schaftes ersetzt und die Bruchstücke mit Rundeisen und Flachblechen miteinander verbunden. Bei der Reparatur wurde Beton verwendet. Nach der Restaurierung sollte das Sühnekreuz am Eingang des Kirchhofes aufgestellt werden, da es am alten Standort durch häufiger vorbeifahrende Panzer gefährdet war. Es wurde aber letztendlich in der Kirche eingelagert.
Ursprünglich soll das Sühnekreuz an der Wegscheide des alten Weges nach Stendal gestanden haben. Es soll zur Sühne für einen Mord aufgestellt worden sein. Im Jahr 1999 wurde es an diesem ursprünglichen Standort in einem schützenden Steinbett aufgestellt. Neben dem Kreuz befindet sich eine Informationstafel mit der Geschichte. Es wird aufgrund seiner Form in die erste Hälfte des 14. Jahrhunderts datiert.

## Sage
Im Mittelalter setzte sich der Brauch, in jeden Kirchturm eine Glocke zu hängen, auch in der Altmark durch. Daher hatten die Glockengießer viel Arbeit. Das für einen Guss benötigte Material befand sich meist in der Nähe der Ortschaften, so dass sie keine festen Werkstätten hatten. So bauten sie an günstiger Stelle ihre Gussformen auf. Die Wallfahrtskirche zu Groß Möringen sollte für ihr Geläut eine Glocke erhalten. In einer Grube mauerte ein Glockengießer seine Form und schmolz die verschiedensten Metalle und Zusatzstoffe zu einer Legierung. Sowohl der erste als auch der zweite Guss misslangen dem Glockengießer. Sein guter Ruf hing vom dritten Guss ab. Da ihm aber für den dritten Guss noch Zutaten fehlten, eilte er nach Stendal, um diese zu besorgen. Sein Lehrling sollte in seiner Abwesenheit nur den Ofen anheizen. Der Lehrling aber spielte mit dem Zapfen am Gussloch, sodass sich dieser löste und die Schmelze sich in die Form ergoss. Der Lehrling eilte seinem Meister entgegen und traf an der Windmühle auf ihn. Unter Tränen berichtete er von seiner Tat. Der Meister geriet darüber in Jähzorn und erschlug den Lehrling mit einem Metallbarren, den er mit sich führte. Als der Jähzorn abklang und er sich seiner Tat bewusst wurde, brach er verzweifelt an Ort und Stelle zusammen. Die Dorfbewohner fanden ihn und seinen erschlagenen Lehrling nach kurzer Zeit. Daraufhin brachte man den Glockengießer nach Stendal ins Gefängnis, wo er auf seine Verurteilung warten sollte. In der Zwischenzeit befreiten die Dorfbewohner den Glockenguss von seiner Form und stellten fest, dass der Guss gelungen war; sie meldeten dies dem Richter. Der Richter entschied, dem Glockengießer Gnade zu gewähren. Stattdessen sollte er für die Errichtung eines Sühnekreuzes aufkommen und das Land verlassen.